# 濁度抑制免疫測定
濁度抑制免疫測定（英語：Turbidimetric inhibition immuno assay，縮寫為TINIA）是一種免疫測定法。這種免疫測定法利用比濁法作為測量原理，並用於許多商業免疫測定上。比如，在許多商業化測定上，對於全血樣品中的HbA1c%與地高辛的測定都是使用這個準則。